# Marcusenius brucii

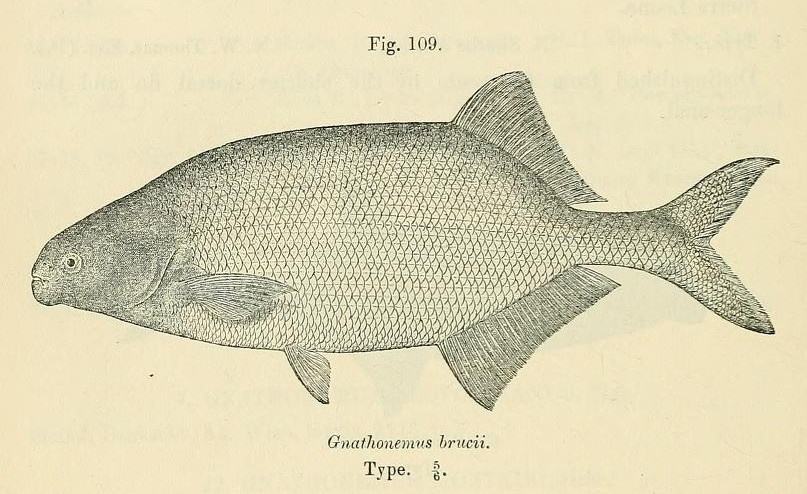
Imagen del Catálogo de peces de agua dulce de África en el British Museum (Natural History) ,1916, George Albert

Marcusenius brucii es una especie de pez elefante eléctrico en la familia Mormyridae presente en los ríos Ogun, Oshun y Mono. Es nativa de la Nigeria y Togo; puede alcanzar un tamaño aproximado de 330 mm.
Respecto al estado de conservación, se puede indicar que de acuerdo a la IUCN, esta especie puede catalogarse en la categoría «vulnerable (VU)».